# Torneo de Valencia 2013
El Valencia Open 500 2013 es un torneo de tenis que se juega en canchas duras bajo techo. Es la 19.ª edición del evento conocido este año como el Valencia Open 500, y es parte de la ATP World Tour 500 serie del 2013. Se jugó entre el 21 y el 27 de octubre de 2013.

## Distribución de puntos
| Etapa                      | Individuales | Doble |
| -------------------------- | ------------ | ----- |
| Campeón                    | 500          | 500   |
| Finalista                  | 300          | 300   |
| Semifinal                  | 180          | 180   |
| Cuartos de final           | 90           | 90    |
| 2.ª ronda                  | 0            | 0     |
| 1.ª ronda                  | 10           | –     |
| Clasificados               | 20           | –     |
| 2.ª ronda de clasificación | 10           | –     |
| 1.ª ronda de clasificación | 0            | –     |

## Cabezas de serie
| Tenista         | Ranking | No. |
| David Ferrer    | 3       | 1   |
| Tommy Haas      | 12      | 2   |
| Nicolás Almagro | 13      | 3   |
| John Isner      | 14      | 4   |
| Jerzy Janowicz  | 15      | 5   |
| Gilles Simon    | 16      | 6   |
| Fabio Fognini   | 17      | 7   |
| Kevin Anderson  | 20      | 8   |

- Los cabezas de serie, están basados en el ranking ATP del 14 de octubre de 2013.[1]

### Dobles masculinos
| Tenista                         | Ranking | Preclasificada |
| Bob Bryan Mike Bryan            | 2       | 1              |
| Alexander Peya Bruno Soares     | 7       | 2              |
| Marcel Granollers Marc López    | 13      | 3              |
| David Marrero Fernando Verdasco | 28      | 4              |

- Los cabezas de serie, están basados en el ranking ATP del 14 de octubre de 2013.

## Campeones

### Individual Masculino
Mijaíl Yuzhny venció a  David Ferrer por 6-3, 7-5

### Dobles Masculino
Alexander Peya /  Bruno Soares vencieron a  Bob Bryan /  Mike Bryan por 7-6(7-3), 6-7(1-7), [13-11]